# Eduardo Calcagno
Eduardo Calcagno (Buenos Aires, Argentina, 26 de gener de 1941) és un director i crític de cinema de prolongada actuació al seu país. És fill del crític cinematogràfic Raimundo Calcagno, més conegut com Calki.

## Carrera
Va treballar com a crític de cinema en Diario El Mundo, Radio Splendid i Canal 13 entre 1960 i 1967. Va integrar l'empresa Manuel Antín Produccions com a cap de producció, assistent de direcció i director. Va realitzar la funció de camerògraf en el cicle televisiu Los argentinos amb direcció de Manuel Antín en films sobre personalitats destacades com Carlos Alonso, Juan Manuel Fangio i Arturo Frondizi, entre d'altres.
Es va acostar a la direcció cinematogràfica amb el curtmetratge El diablo sin dama produït en 1969 que va rebre bones crítiques i va integrar amb curtmetratges d'altres directors el llargmetratge Cuatrónicas estrenat en 1971. El seu primer llargmetratge va ser Fuiste mía un verano (1969) en el qual va tractar de combinar les característiques d'una pel·lícula de cantant amb un film d'autor, amb escassa fortuna. La seva següent pel·lícula, Los enemigos (1983) va tenir bones crítiques i alguns premis per al protagonista Ulises Dumont. El seu film més reeixit fins al moment va ser el multipremiado Yepeto (1999).

## Filmografia
Director
- El diablo sin dama (curtmetratge) (1969)
- Fuiste mía un verano (1969)
- Nunca dejes de empujar, Antonio (migmetratge) (1978)
- Los enemigos (1983)
- Te amo (1986)
- El censor (1995)
- Yepeto (1999)
- El salto de Christian (2007)
- Ulises, un alma desbordada (2014)
- El cantor de tango En preproducció

Intèrpret
- La conquista del paraíso (1981) …Doblatge

Producció
- El diablo sin dama (curtmetratge) (1969)
- Nunca dejes de empujar, Antonio (migmetratge) (1978)
- Los enemigos (1983)
- Te amo (1986)
- El salto de Christian (2007)

Guionista
- El diablo sin dama (curtometraje) (1969)
- Nunca dejes de empujar, Antonio (migmetratge) (1978)
- Te amo (1986)
- El salto de Christian (2007)
- Ulises, un alma desbordada (2014)

Idea original
- Los enemigos (1983)
- El censor (1995)